# Julian Lloyd Webber
Julian Lloyd Webber, angleški violončelist in skladatelj, * 14. april 1951, London.
Julian Lloyd Webber velja za enega najvidnejših violončelistov svoje generacije. Po študiju violončela na Kraljevem glasbenem kolidžu v Londonu se je izpopolnjeval v Ženevi pri znamenitem violončelistu Pierru Fournieru, v svoji  bleščeči mednarodni karieri pa je sodeloval z dirigenti in solisti, kot so Yehudi Menuhin, Lorin Maazel, Neville Marriner, Georg Solti, Stephane Grappelli, Elton John in Cleo Laine. Posnetek Elgarjevega Koncerta za violončelo z Yehudijem Menuhinom, za katerega je dobil britansko glasbeno nagrado, velja za enega najboljših vseh časov, kritiki pa so bili navdušeni tudi nad posnetki Dvoržakovega koncerta z Vaclavom Neumannom in Češko filharmonijo, Rokokojskih variacij z Londonskim simfoničnim orkestrom ter Waltonovega koncerta in Brittnove Simfonije za violončelo z Akademijo St. Martin in the Fields. Premierno je izvedel več kot petdeset novih del; zanj so pisali tako različni skladatelji, kot so Malcolm Arnold, Joaquin Rodrigo, James MacMillan in Philip Glass. Julian Lloyd Webber igra na violončelo Barjanski Antonia Stradivarija.  
Njegov starejši brat je skladatelj Andrew Lloyd Webber.